# Odprto prvenstvo Avstralije 1977 (december)
Odprto prvenstvo Avstralije 1977 je teniški turnir, ki je potekal med 19. decembrom in 31. decembrom 1977 v Melbournu.

## Moški posamično
Vitas Gerulaitis :  John Lloyd, 6–3, 7–6, 5–7, 3–6, 6–2

## Ženske posamično
Evonne Goolagong Cawley :  Helen Gourlay Cawley, 6–3, 6–0

## Moške dvojice
Ray Ruffels /  Allan Stone :  John Alexander /  Phil Dent, 7–6, 7–6

## Ženske dvojice
Evonne Goolagong Cawley /  Helen Gourlay Cawley in  Mona Schallau Guerrant /  Kerry Melville Reid (finale ni bil odigran)